# Henri Maspero
Henri Maspero (Parigi, 15 dicembre 1882 – Campo di concentramento di Buchenwald, 17 marzo 1945) è stato un sinologo francese e studioso del taoismo.
Figlio dell'egittologo Gaston Maspero, insegnò dal 1921 al Collège de France.
Morì nel campo di concentramento di Buchenwald.
Suo figlio, François Maspero, divenne uno scrittore.

## Opere
- Le dialecte de Tch'ang-ngan sous les T'ang (1920)
- La Chine antique (1927)
- Préfixes et dérivation en chinois archaïque (1930)
- Les procédés de nourrir le principe vital dans la religion taôiste ancienne (1937)
- La ritenzione del seme umano. Tecniche taoiste di salvezza (1980)